# You (Ten Sharp)
You è un singolo del gruppo musicale olandese Ten Sharp, pubblicato nel 1991 come primo estratto dall'album Under the Water-Line.
Autori del brano You sono Niels Hermes (autore della melodia) e Ton Groen (autore del testo). Il disco fu prodotto da Niels Hermes e Michiel Hoogenboezem e uscì su etichetta Columbia Records: si tratta del primo singolo inciso dal gruppo da quando è diventato un duo, oltre che del singolo di maggiore successo del gruppo olandese.

## Descrizione
Il testo del brano You si presenta come una dichiarazione d'amore con parole del tipo "Sei sempre nella mia mente", "Sei colei per cui io vivo" e "Sei il mio fuoco/la mia stella" da parte di una persona che si definisce "sempre di corsa", ma che ora si può fermare, perché ha trovato quello che cercava.
Nella copertina del disco compaiono le figure stilizzate di due pesci.
Il singolo vendette 18 milioni di copie in vari Paesi e raggiunse il primo posto della classifica in Francia, Norvegia e Svezia.
Il brano You partecipò al Festivalbar 1992.
Nel 2014 il brano You è stato pubblicato in una nuova versione dai The Equalizer con la collaborazione degli stessi Ten Sharp che hanno registrato nuovamente le voci della canzone.

## Tracce
45 giri/CD singolo
1. You 4:33
2. You (strum.) 4:29

CD maxi
1. You 4:33
2. When The Snow Falls 5:13
3. White Gold 3:30
4. You (strum.) 4:24

45 giri (acoustic version)
1. You

## Video musicale
Il video musicale alterna le immagini in bianco e nero di una coppia innamorata
a quelle del gruppo. Inizialmente si vede questa coppia nel proprio letto, con la donna che si sta sistemando il trucco, e poi si ritrova assieme a degli amici in vari situazioni (in un'auto decappottata, in spiaggia, ecc.).

## Classifiche
| Paese       | Posizione massima | Nr. di settimane |
| ----------- | ----------------- | ---------------- |
| Austria     | 2                 | 24               |
| Belgio      | 11                | 22               |
| Francia     | 1                 | 21               |
| Germania    | 4                 | 39               |
| Italia      | 15                |                  |
| Norvegia    | 1                 | 16               |
| Paesi Bassi | 3                 | 16               |
| Svezia      | 1                 | 11               |
| Svizzera    | 3                 | 32               |

## Cover
Cover del brano You sono state incise da:
- Party Service Band[1]
- Ron (versione italiana intitolata Ferite e lacrime, inserita nell'album Vorrei incontrarti fra cent'anni del 1996)[12]